# یک ماه در کنار دریاچه
یک ماه در کنار دریاچه (به انگلیسی: A Month by the Lake) فیلمی محصول سال ۱۹۹۵ و به کارگردانی جان اروین است. در این فیلم بازیگرانی همچون ونسا ردگریو، ادوارد فاکس، اوما تورمن، آلیدا والی و آلساندرو گاسمان ایفای نقش کرده‌اند.